# دهستان اسحق‌آباد
اسحق‌آباد، دهستانی از توابع بخش اسحاق‌آباد شهرستان زبرخان در استان خراسان رضوی ایران است.

## جمعیت
براساس سرشماری سال ۱۳۸۵جمعیت آن ۱۰۱۱۰نفر (۲۶۱۸خانوار) بوده‌است.